# Project Ozma

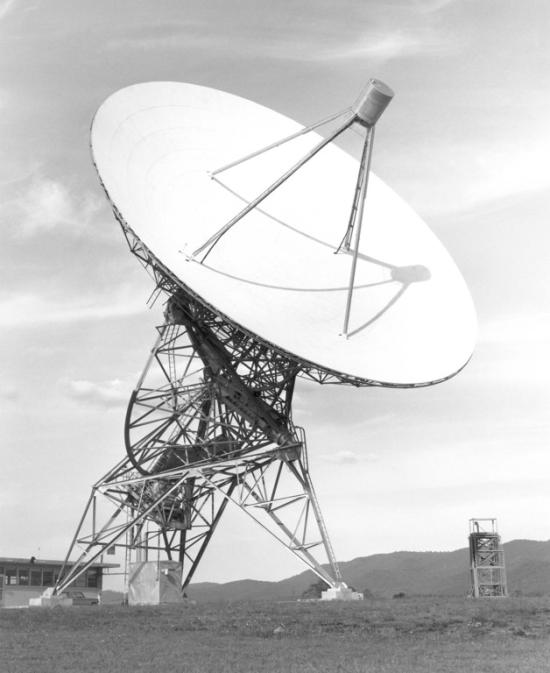
de Howard E. Tatel Radio Telescope

Het Ozma-project was de eerste poging om signalen op te vangen van buitenaards leven. Het project was georganiseerd door Frank Drake en vond plaats in de eerste maanden van 1960 met de 26-m Howard E. Tatel Radio Telescope van de National Radio Astronomy Observatory in Green Bank (West Virginia). De radiostraling rond de 21 cm waterstoflijn van de twee dichtstbijzijnde zon-achtige sterren, Tau Ceti en Epsilon Eridani werd gedurende twee weken geobserveerd. Behalve een signaal dat van een militaire installatie afkomstig bleek, werd er niets gevonden.